# حباك بني التاج
الحباك بني التاج (الاسم العلمي: Ploceus insignis) نوع من الطيور الصغيرة من فصيلة الحباك، متوطن في أنغولا، بوروندي، الكاميرون، جمهورية الكونغو، جمهورية الكونغو الديمقراطية، غينيا الاستوائية، كينيا، نيجيريا، رواندا، جنوب السودان، السودان، تنزانيا وأوغندا.